# Tantalat de liti
El tantalat de liti és el compost inorgànic amb la fórmula LiTaO3. És un sòlid blanc, diamagnètic, insoluble en aigua. El compost té l'estructura de perovskita. Té propietats òptiques, piezoelèctriques i piroelèctriques. Hi ha una gran informació disponible de fonts comercials sobre aquest material.

## Síntesi i processament
El tantalat de liti es produeix tractant l'òxid de tàntal (V) amb òxid de liti. L'ús d'un excés d'àlcali dona polioxotantalats solubles en aigua. Els cristalls individuals de tantalat de liti s'extreuen de la fusió mitjançant el mètode Czochralski.

## Aplicacions
El tantalat de liti s'utilitza per a òptica no lineal, sensors infrarojos passius com detectors de moviment, generació i detecció de terahertz, aplicacions d'ones acústiques superficials, telèfons mòbils. El tantalat de liti és un element detector estàndard en espectrofotòmetres infrarojos.

## Recerca
El fenomen de la fusió piroelèctrica s'ha demostrat utilitzant un cristall de tantalat de liti que produeix una càrrega prou gran per generar i accelerar un feix de nuclis de deuteri en un objectiu deuterat, donant lloc a la producció d'un petit flux d'heli-3 i neutrons a través de la fusió nuclear sense extrem. calor o pressió.
Es va observar una diferència entre les parts carregades positivament i negativament dels cristalls de LiTaO3 piroelèctrics quan l'aigua s'hi congela.